# Merdification
La merdification, ou emmerdification (du terme anglais enshittification) est la dégradation de qualité qui affecte progressivement les plate-formes numériques (en) qui opèrent sur un marché biface, par exemple celles qui mobilisent à la fois des utilisateurs et des annonceurs,.

## Histoire et terminologie
Le terme anglais enshittification est utilisé par l'écrivain Cory Doctorow en novembre 2022 sur son blog, puis dans un article republié en janvier 2023 sur le magazine en ligne Locus. En janvier 2023, il détaille le concept dans un autre article de blog, republié dans Wired. En 2024, dans le Financial Times, Doctorow utilise les termes voisins d'« enshittocene » et « enshittificatory ».
L'American Dialect Society l'a choisi comme « mot de l'année 2023 », tout comme Verso Books.
En français, le terme est le plus souvent traduit par « emmerdification » ou « merdification ».

## Concept
Doctorow décrit le phénomène comme un processus linéaire en quatre étapes : au départ, les plate-formes numériques (en) servent les intérêts de leurs utilisateurs, qui en deviennent dépendants. Elles fournissent un produit ou service utile, à perte.
Elles utilisent ensuite ces utilisateurs pour servir les intérêts de leurs entreprises clientes, fournissant les informations de leurs utilisateurs aux fournisseurs, à perte.
Dans la troisième phase, les plate-formes profitent de ces deux catégories de clients, devenus captifs, pour servir leurs propres intérêts: les surplus sont distribués aux actionnaires. Dans cette phase, les entreprises merdifiées n'ont plus aucune raison de proposer un service de bonne qualité : elles ont un monopole des services et un monopsone pour les clients, avec un coût de sortie élevé. Pour Doctorow, cette phase se caractérise par l'ajustement permanent des paramètres du système dans le seul objectif de rapporter plus d'argent.
Les entreprises finissent par disparaître dans la phase finale, quand les coûts de sortie des clients captifs cessent d'être prohibitifs, par exemple si une alternative émerge.
Pour Doctorow, « la position dominante des grands acteurs du numérique a un coût économique et démocratique considérable : « Lorsque des entreprises détiennent de tels monopoles, elles deviennent remarquablement insensibles à tout mécanisme de responsabilisation : les consommateurs ne peuvent pas protester contre leurs pratiques en achetant les produits des concurrents, et les gouvernements se retrouvent démunis pour protéger leurs citoyens contre cette extorsion. »

## Exemples
Les produits et services de Amazon, Facebook, Google Search, et Twitter sont des exemples de merdification. L'évolution des réseaux sociaux est également une illustration de ce phénomène,. Cory Doctorow estime par exemple que Facebook proposait un service de qualité jusqu'à avoir atteint la masse critique qui empêche les utilisateurs de le quitter sans se séparer d'une partie de leur cercle social.

### Changement des prix et commissions
Airbnb est accusé de merdification, leur commission très élevée rendant les prix de location similaires voire parfois plus élevés que celui d'une chambre d'hôtel. Uber en fait de même : l'entreprise ne respecte pas les législations locales à son lancement et propose des courses de taxi à perte jusqu'à obtenir un duopole avec sa concurrente Lyft, avant de commencer à appliquer des commissions et un système de prix dynamiques rendant souvent les courses plus chères que celles des taxis traditionnels.

### Monopoles
Doctorow utilise l'exemple d'Amazon pour illustrer le concept de merdification dans son premier article sur le sujet. Il remarque qu'Amazon a commencé par vendre des produits à perte, puis a lancé Amazon Prime pour encourager la fidélité des utilisateurs au point qu'Amazon devient l'endroit où ils cherchent tout objet à acheter, sans jamais sortir de la plateforme pour évaluer des alternatives.
Il remarque aussi le monopole de Facebook, montrant que les utilisateurs fatigués de voir les publicités dans leur fil et l'utilisation de leurs données ont beaucoup de mal à quitter la plateforme, puisqu'il faudrait que leurs amis la quittent avec eux.
Twitter quant à lui introduit, sous Elon Musk, une restriction des tweets mentionnant des services concurrents et notamment Mastodon.

### Résultats de recherche et publicités intrusives
La publicité sur Amazon est considérée comme un symptôme de merdification, avec autant de résultats sponsorisés que de résultats naturels dans les résultats de certaines recherches. Les publicités intrusives sont aussi un problème sur Facebook.
Doctorow remarque que Google, qui proposait à l'origine des résultats directs sans publicités, a ensuite introduit des publicités et encouragé le search engine optimization pour profiter à ses annonceurs payants plutôt qu'à ses utilisateurs gratuits, notamment avec la collusion de Google avec Meta dans l'affaire Jedi Blue,. L'introduction des résultats de recherche par intelligence artificielle plutôt que par lien renvoyant vers la source originale est souvent considérée comme faisant partie de la merdification du service.

### Gestion des droits numériques
Doctorow critique le quasi-monopole du service d'Amazon Audible, qui contrôle 90 % du marché des livres audio et applique un DRM obligatoire à tous les livres audio, empêchant de les écouter ailleurs que sur leur application officielle. Cela signifie que si quelqu'un veut quitter Audible, il perd tous les livres audios qu'il a achetés.
Les plateformes rendant leur API payante d'accès et d'utilisation, ce qui rend les applications tierces basées sur leur contenu inutilisables ou trop chères pour être viables, sont considérées comme merdifiées pour la même raison : Reddit en est ainsi accusée en 2023,, comme Twitter, qui rend aussi son contenu inaccessible sans compte.
Le moteur de jeu Unity change sa licence en 2023, une modification qui s'applique rétroactivement à tout studio ayant réalisé un jeu avec ce moteur de jeu. Malgré le coût de sortie élevé, plusieurs développeurs de jeux, dont le créateur de Rust, décident d'utiliser des alternatives de moins bonne qualité pour protester contre ce qu'ils qualifient de merdification de l'entreprise.

### Obligation d'inscription pour visualiser des informations
À l'aube de la décennie 2020, et même avant, de plus en plus de services forcent l'inscription ou la connexion au service, pour visualiser leur contenu, en vue notamment d'augmenter leur base utilisateurs. Les plus gros réseaux (Facebook, Twitter…) s'adonnent à la pratique, mais également des plateformes d'emploi.

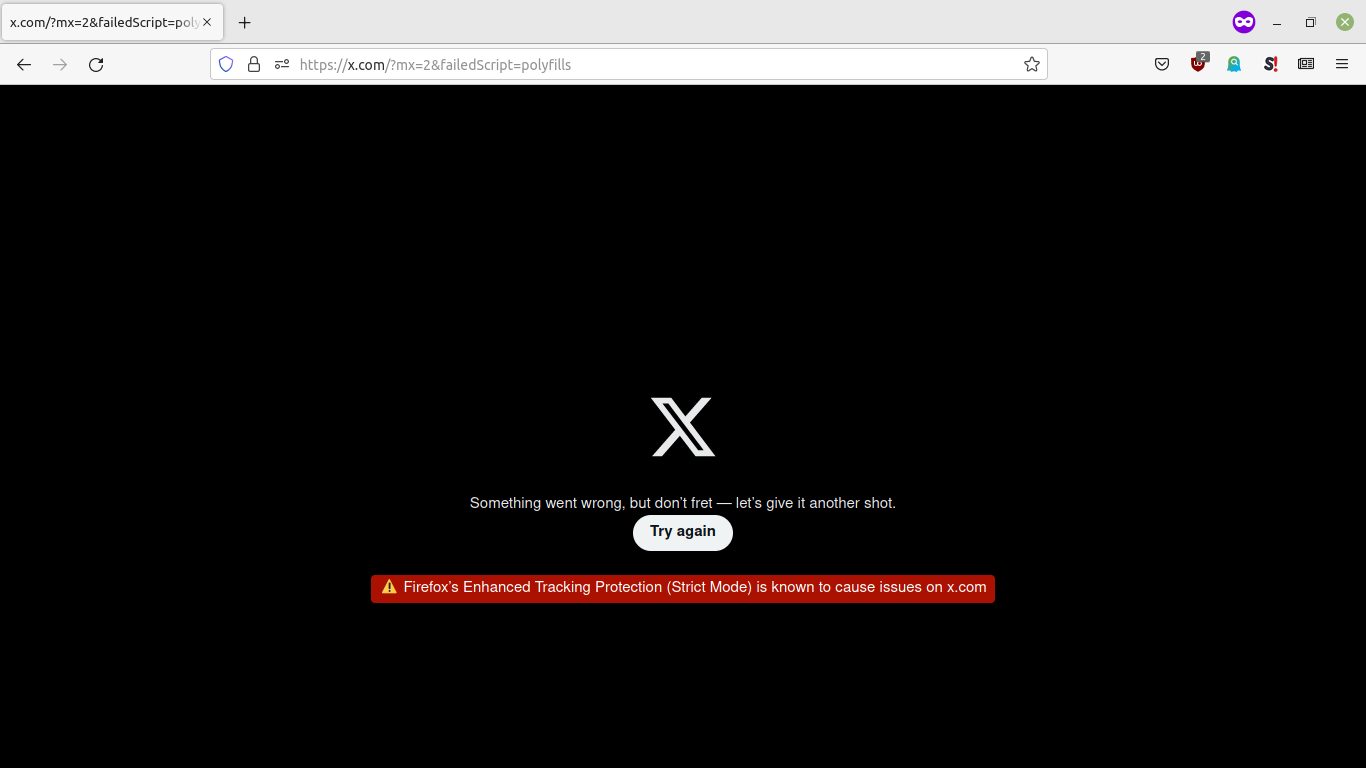
Twitter bloque unilatéralement toute connexion à son service avec Firefox en mode « navigation sécurisée ».
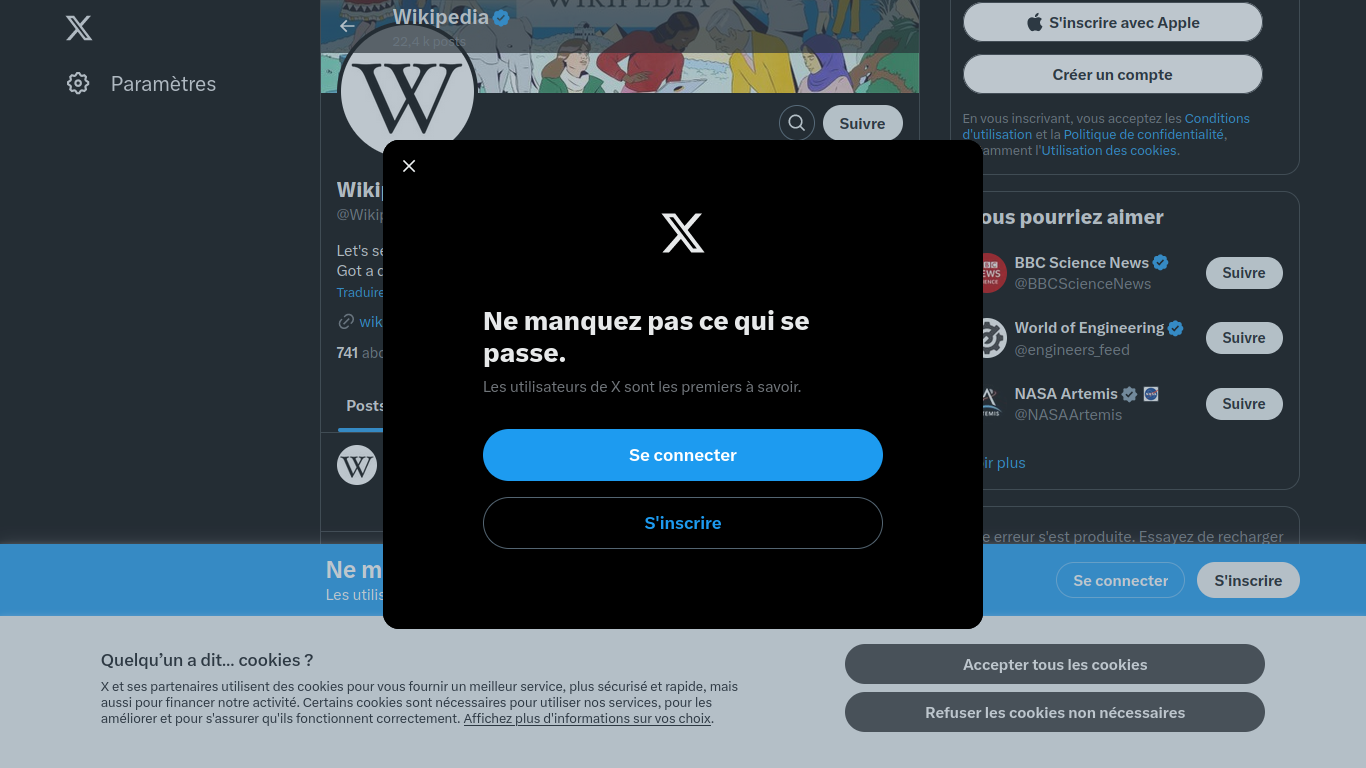
Twitter bloque l'accès aux « réponses » du compte de Wikipédia, pour un utilisateur qui n’est ni connecté ou inscrit sur ce site.
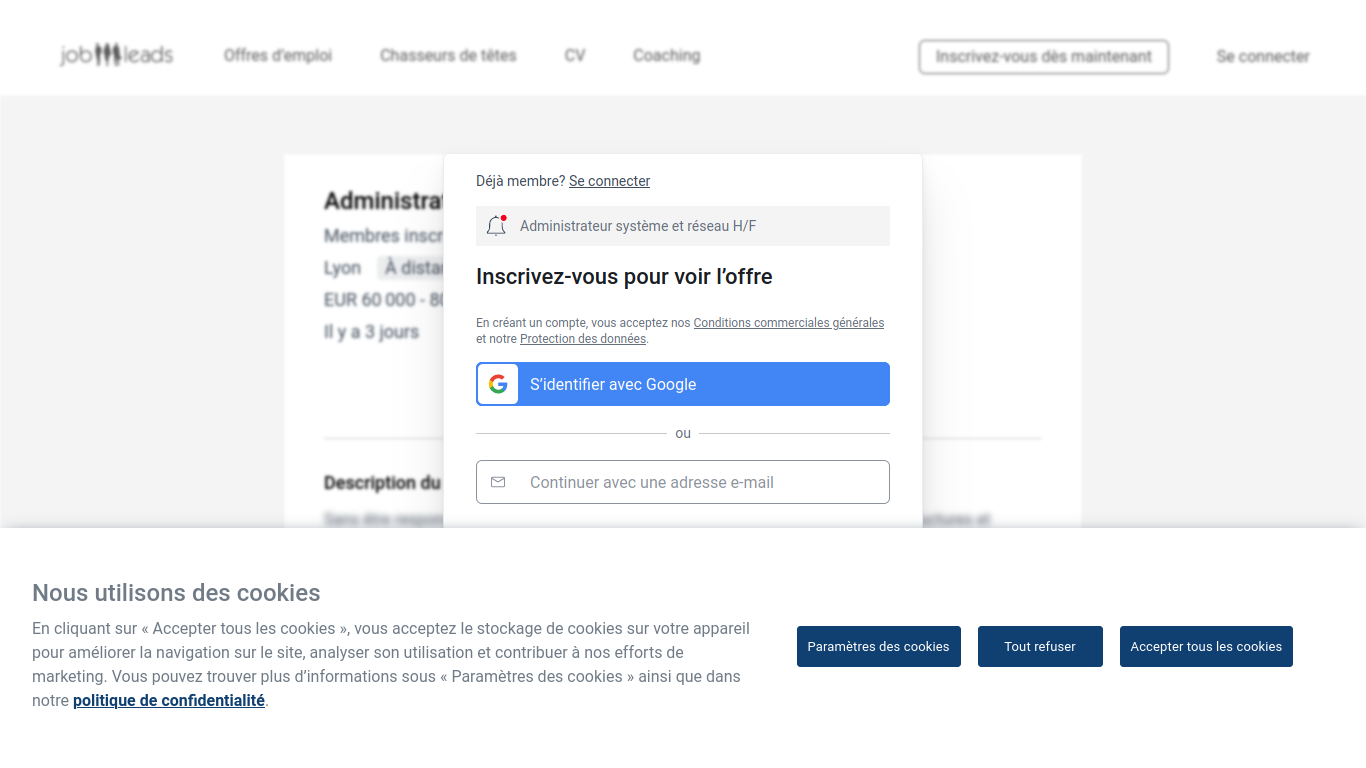
Merdification d'une plateforme d'emploi : obligation de s'y inscrire pour visualiser une page du site.

## Solutions
Cory Doctorow propose deux principes pour résoudre le problème de la merdification. Il appelle à respecter le principe de bout en bout, qui minimise le rôle des intermédiaires et s'applique à montrer à l'utilisateur final ce que ce dernier veut voir plutôt que ce que la plateforme souhaite lui montrer, par exemple avec un fil d'actualités chronologique et avec des résultats de recherche exacts avant les résultats sponsorisés ou approchants.
Le second principe est celui de la portabilité des données (en), permettant de réduire les coûts de sortie et de passer facilement sur un service alternatif si une plateforme ne remplit plus les critères de satisfaction des utilisateurs. Doctorow milite en particulier pour la fin des dispositifs de gestion des droits numériques qui empêchent les gens d'accéder à leurs contenus numériques là où ils le souhaitent.